# Щучий
Щучий — хутор в Среднеахтубинском районе Волгоградской области России. Входит в состав Клетского сельского поселения.

## История
По состоянию на 1935 год хутор входил в состав Кузьмичевского сельсовета Краснослободского района Нижне-Волжского края (с 1934 года — Сталинградский край, с 1936 года — Сталинградская область, с 1961 года — Волгоградская область). С 40-х годов и до 1967 года хутор являлся центром сельсовета. В 1955 году Щучий был передан в состав Среднеахтубинского района. В 1967 году центр сельсовета был перенесён в хутор Клетский, а в 1968 году Кузьмичевский сельсовет был переименован в Клетский сельсовет.

## География
Хутор находится в юго-восточной части Волгоградской области, в пределах Волго-Ахтубинской поймы, на расстоянии примерно 18 километров (по прямой) к юго-западу от посёлка городского типа Средняя Ахтуба, административного центра района. Абсолютная высота — 5 метров ниже уровня моря.

Климат классифицируется как влажный континентальный с тёплым летом (согласно классификации климатов Кёппена — Dfa).
Часовой пояс
Хутор Щучий, как и вся Волгоградская область, находится в часовой зоне МСК (московское время). Смещение применяемого времени относительно UTC составляет +3:00.

## Население
| 2010 |
| ---- |
| 239  |

Гендерный состав
По данным Всероссийской переписи населения 2010 года в гендерной структуре населения мужчины составляли 49 %, женщины — соответственно 51 %.
Национальный состав
Согласно результатам переписи 2002 года, в национальной структуре населения русские составляли 93 %.

## Улицы
Уличная сеть хутора состоит из 10 улиц и 3 переулков.